# Psalm 151

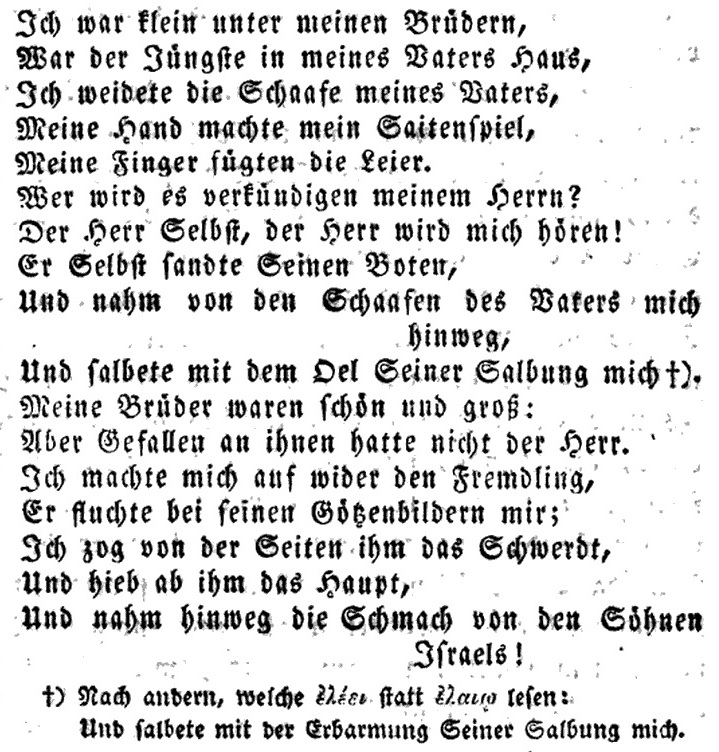
Der „überzählige“ Psalm 151 in der Übersetzung von Friedrich Leopold zu Stolberg-Stolberg (Druckfassung 1827)

Psalm 151 ist die moderne Bezeichnung für einen kurzen Psalm, der in den meisten Handschriften der griechischen Übersetzung des Alten Testaments, der Septuaginta, enthalten ist, nicht jedoch im masoretischen Text des Tanach. Eine hebräische Fassung des Psalms ist in der großen Psalmenrolle von Qumran enthalten.

## Gliederung
Dem heutigen 151. Psalm liegen zwei ursprünglich selbständige Kompositionen zugrunde, wie die Handschrift aus Qumran zeigt: Psalm 151A (entspricht den Versen 1–5 der Septuaginta-Version) erzählt von der Salbung des jüngsten Isai-Sohnes zum Fürsten seines Volkes. Psalm 151B (entspricht den Versen 6–7) berichtet von der ersten Heldentat Davids, dem Kampf gegen den Riesen Goliath. Dieser zweite Psalm ist in der Qumranfassung jedoch nur ausgesprochen fragmentarisch erhalten.

## Gattung und Inhalt
Der Titel des Psalms in der Septuaginta lautet: „Dieser Psalm wird David zugeschrieben und ist außerhalb der Zahl. Als er Goliath im Alleinkampf erschlug“ und deutet darauf hin, dass er überzählig ist und ihm anders als den übrigen Psalmen der Bibel keine Nummer zugewiesen war; die Bezeichnung „Psalm 151“ ist erst in der Neuzeit üblich geworden. Die meisten Bibelwissenschaftler sehen den Vorspruch als einen durch die Septuaginta-Übersetzer angefügten Zusatz an.
Der Titel des Psalms deutet an, dass er von König David nach seinem Sieg gegen den Riesen Goliath geschrieben wurde. Der Text ist von häufigem Parallelismus gekennzeichnet. In der Ich-Form wird David als jüngster unter seinen Brüdern beschrieben, der jedoch von Gott zum König erwählt wurde. Anschließend wird geschildert, wie David den Philister Goliath mit dessen eigenem Schwert tötet.

## Übersetzung des in 11Q5 erhaltenen Textes

### Psalm 151 A
Dieser Psalm findet sich in 11Q5 in Kolumne 28, in den Zeilen 3–12.
„(3) Halleluja, von David, Sohn des Jischai.

Klein war ich unter meinen Brüdern, / der jüngste der Söhne meines Vaters,

da hat er mich gemacht (4) zum Hirten seiner Herde, / und zum Herrscher über seine Ziegen.

Meine Hände formten eine Pfeife, / meine Finger eine Harfe.

(5) Und ich habe also יהוה verherrlicht, / Ich sagte bei meiner Seele:

‚Weder die Berge zeugen (6) ihm / noch die Hügel verkünden ihn.‘

Die Bäume erhoben meine Worte / und die Herde meine Taten!

(7) Denn wer kann verkünden, und wer proklamieren / wer erzählt die Taten des Herrn von Allem?

Gott hat alles gesehen, / (8) alles gehört und aufgenommen.

Er sandte seinen Propheten, um mich zu salben / den Samuel, (9) um mich zu erhöhen.

Jedoch meine Brüder gingen ihm entgegen: / hübsche Figur, wundersame Erscheinung

groß von Statur waren sie / (10) so schön ihre Haare –

doch יהוה Gott erwählte sie nicht. / Er hat mich geschickt und genommen, (11) von hinter der Herde.

Und er salbte mich mit dem heiligen Öl. / Er setzte mich ein als Fürsten für sein Volk

und als Herrscher über die Kinder (12) seines Bundes.“

### Psalm 151 B
Von diesem Psalm findet sich in 11Q5 in Kolumne 28, in Zeile 13 nur noch der Anfang. Die Klammern in der deutschen Übersetzung deuten an, wo rekonstruierter hebräischer Text übersetzt wird.
„(13) Erste mäc(ht)ige Tat (Dav)ids, / nachdem der Prophet Gottes ihn gesalbt hatte.

Damals sa(h) ich einen Philister, / verspottend, aus dem L(ager der Philister…)“

## Rezeption
Die orthodoxen Kirchen des Ostens haben „Psalm 151“ immer als Bestandteil des biblischen Psalmenbuchs betrachtet, während er in der Tradition der Westkirche und dementsprechend von der römisch-katholischen und von den evangelischen Kirchen sowie auch im Judentum nicht als Teil des Kanons anerkannt und als apokryph angesehen wird. Allerdings ist der Psalm als Anhang in einigen katholischen und ökumenischen Bibeln zu finden, z. B. in der Bibelübersetzung von Johann Martin Augustin Scholz oder in der englischen New Revised Standard Version.